# Bezhrotá bruska

Schéma bezhrotého broušení: vlevo pevný brousicí, vpravo pohyblivý unášecí kotouč, dole podpěrné pravítko a mezi nimi obrobek

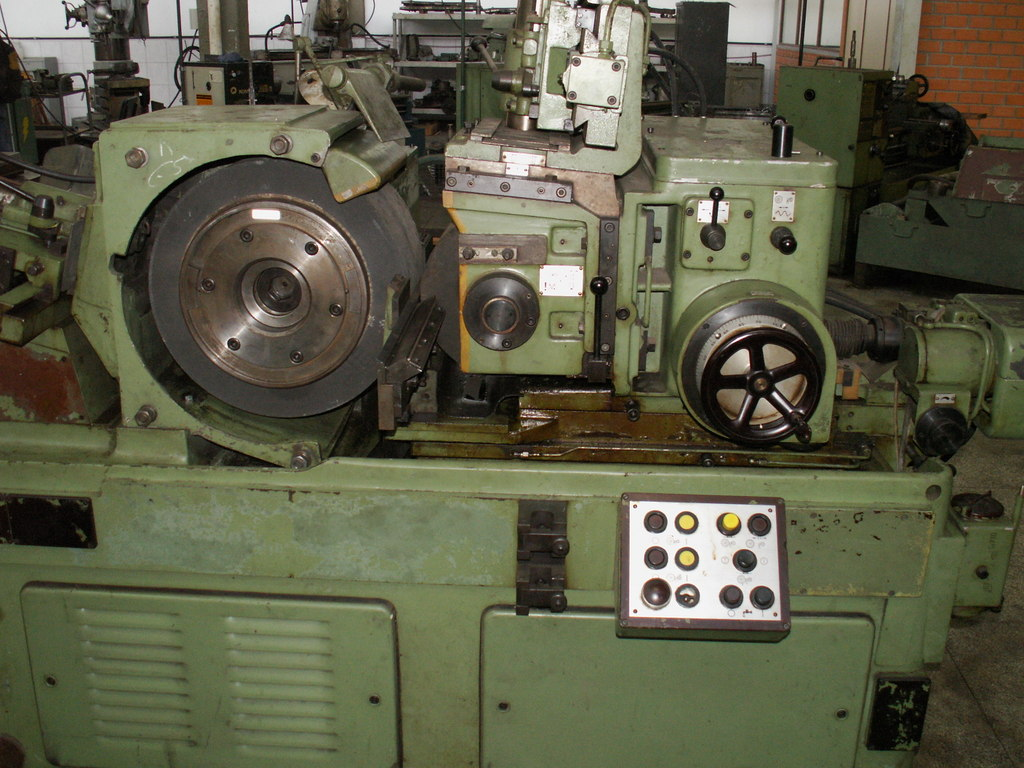
Bezhrotá bruska na válcové povrchy

Bezhrotá bruska (někdy také centerless) je třískový obráběcí stroj na broušení vnějších válcových a vůbec rotačních ploch. Od obvyklých hrotových brusek se liší tím, že obrobek není upnut mezi hroty, ale leží na podpěrném pravítku mezi brusným a unášecím kotoučem. Ten ho k brusnému kotouči přitlačuje a zároveň s ním také otáčí.

## Popis
Větší brusný kotouč se otáčí podstatně rychleji než menší unášecí kotouč, který bývá z gumy nebo jiného pružného materiálu. Vrchní plocha podpěrného pravítka bývá mírně skloněna k unášecímu kotouči, aby se zajistilo spolehlivé otáčení s povrchovou rychlostí obrobku asi 20-40 mm/min. Podélný posun obrobku se zajišťuje tím, že osa unášecího kotouče je vůči ose obrobku o několik stupňů nakloněna a uděluje mu tak i posuv. Sklon osy se u brusek dá nastavit v rozmezí 0 až 8 nebo 10 úhlových stupňů, čímž se nastavuje rychlost podélného posuvu v rozmezí 0 až 25-50 mm/s.

## Rozdělení
Bezhrotá bruska může pracovat průběžně (kontinuálně), kdy se dlouhý obrobek (tyč, drát) plynule posouvá mezi kotouči, anebo zápichovým způsobem (přerušovaně), kdy se mezi kotouče vkládají jednotlivé obrobky. Ve druhém případě jsou osy obou kotoučů rovnoběžné (bez podélného posuvu), brusný kotouč je širší než délka obrobku a může být různě tvarovaný a obrábět tak i složitější rotační povrchy, například kuželové.

## Použití
Bezhroté brusky se užívají zejména v hromadné výrobě a pro broušení drobných obrobků, které by se těžko upínaly, jako jsou například přesné kolíky, kuličky a válečky do valivých ložisek. Ložiskové kroužky lze bezhrotově brousit zvenčí i zevnitř, kdy je obrobek veden podávacím kotoučem a dvěma podpěrnými kotouči nebo pravítky.